# Димитър Кляшев
Димитър Кляшев е български революционер, деец на Вътрешната македоно-одринска революционна организация.

## Биография
Димитър Кляшев е роден в костурското село Жупанища, тогава в Османската империя. Присъединява се към ВМОРО и действа като легален работник, куриер и селски войвода. Става подвойвода на Жупанската чета на Пандо Сидов през Илинденско-Преображенското въстание. Заедно с другите подвойводи Зисо Нолев и Аргир Николов успешно прекъсва телеграфните съобщения между Костур, Билища и Корча и Костур и Хрупища.